# Palazzo INAIL (Roma)
Il palazzo INAIL (in precedenza noto come torre Alitalia e torre IBM) è un edificio sito nel quartiere romano dell'EUR.

## Storia
Costruito nel 1965 come sede della compagnia aerea di bandiera Alitalia, fu acquistato negli anni ottanta dall'IBM per poi essere sottoposto a ristrutturazione e rilevato nel 1996 dall'Istituto nazionale per l'assicurazione contro gli infortuni sul lavoro (INAIL), che in tale edificio ha stabilito la sua direzione generale.
L'edificio, progettato a opera di uno studio di architettura di Milano, fu completato nel 1965; presentava 19 piani ed era alto 72 metri, e fu utilizzato per circa vent'anni come sede dell'Alitalia.
A circa metà degli anni ottanta il manufatto fu venduto all'IBM, che dovette affrontare ingenti costi per la sua ristrutturazione: l'edificio, infatti, a dispetto della relativamente recente costruzione, era obsoleto dal punto di vista del risparmio d'energia e delle norme di sicurezza; inoltre presentava amianto negli elementi di facciata, materiale che doveva essere eliminato e smaltito per via dei suoi effetti cancerogeni (nei suoi primi anni di vita l'edificio fu anche oggetto di studio e di attenzione dal punto di vista statico, sorgendo in un'area soggetta a dissesti, come era già capitato al non distante Velodromo Olimpico).
Scartata l'idea di demolire il palazzo per ricostruirlo, fu indetto un concorso per una sua ristrutturazione radicale; il progetto vincitore fu dell'architetto Gino Valle per lo studio AI Engineering, che si ispirò ai colori aziendali dell'IBM (il bianco e il blu) per ridisegnare le nervature orizzontali della facciata dell'edificio.
La ristrutturazione, iniziata nel 1987, ebbe termine nel 1994 e rispetto alla pianta originale previde anche una sorta di rigonfiamento dei due lati lunghi dell'edificio, con redistribuzione interna degli spazi e adeguamento alle moderne norme di sicurezza.
Dal punto di vista cromatico il palazzo non contrasta con gli edifici circostanti, la cui costruzione risale al periodo fascista agli albori del quartiere dell’EUR.
Sotto tale aspetto la continuità cromatica ha ricevuto apprezzamenti in quanto, «alla leggerezza delle facciate riflettenti e curvilinee, fa da contrappunto il basamento in travertino» (la pietra di cui sono rivestiti i primi edifici dell'EUR).
Poco dopo la ristrutturazione, l'immobile fu messo in vendita dall'IBM e nel 1996 l'INAIL lo acquistò, anche se la rappresentanza della CGIL nel comitato di indirizzo e vigilanza dell'ente presentò un esposto alla Corte dei conti per supposte irregolarità nella documentazione presentata per l'acquisto che comunque fu formalizzato; l'INAIL decise di trasferire nell'immobile, in cui tuttora trovano ubicazione, gli uffici della propria direzione generale.